# Alex Fudge
Alex Fudge, född 6 maj 2003 i Lauderhill i Florida, är en amerikansk professionell basketspelare (SF/PF) som spelar för Dallas Mavericks i National Basketball Association (NBA). Han har tidigare spelat för Los Angeles Lakers.
Fudge blev aldrig NBA-draftad.
Innan han blev proffs studerade Fudge först på Louisiana State University och spelade för deras idrottsförening LSU Tigers. Han blev senare överförd till University of Florida för spel i Florida Gators.